# Nowa liwada
Nowa liwada (bułg. Нова ливада) – wieś w południowej Bułgarii, w obwodzie Chaskowo, gminie Iwajłowgrad. Według danych Narodowego Instytutu Statystycznego, 31 grudnia 2011 roku wieś liczyła 20 mieszkańców.